# Diócesis de Puqi
La diócesis de Puqi o de Puchi (en latín: Dioecesis Puchivana y en chino: 天主教蒲圻教区) es una circunscripción eclesiástica de la Iglesia católica en China. Se trata de una diócesis latina, sufragánea de la arquidiócesis de Hankou. Desde el 13 de octubre de 2005 es sede vacante, aunque para el Anuario Pontificio lo está desde 1973. La Asociación Patriótica Católica China la fusionó en 2000 con la diócesis patriótica de Qichun (fue la diócesis de Qizhou hasta año desconocido), manteniendo el nombre de diócesis de Puqi, sin asentimiento de la Santa Sede.

## Territorio y organización

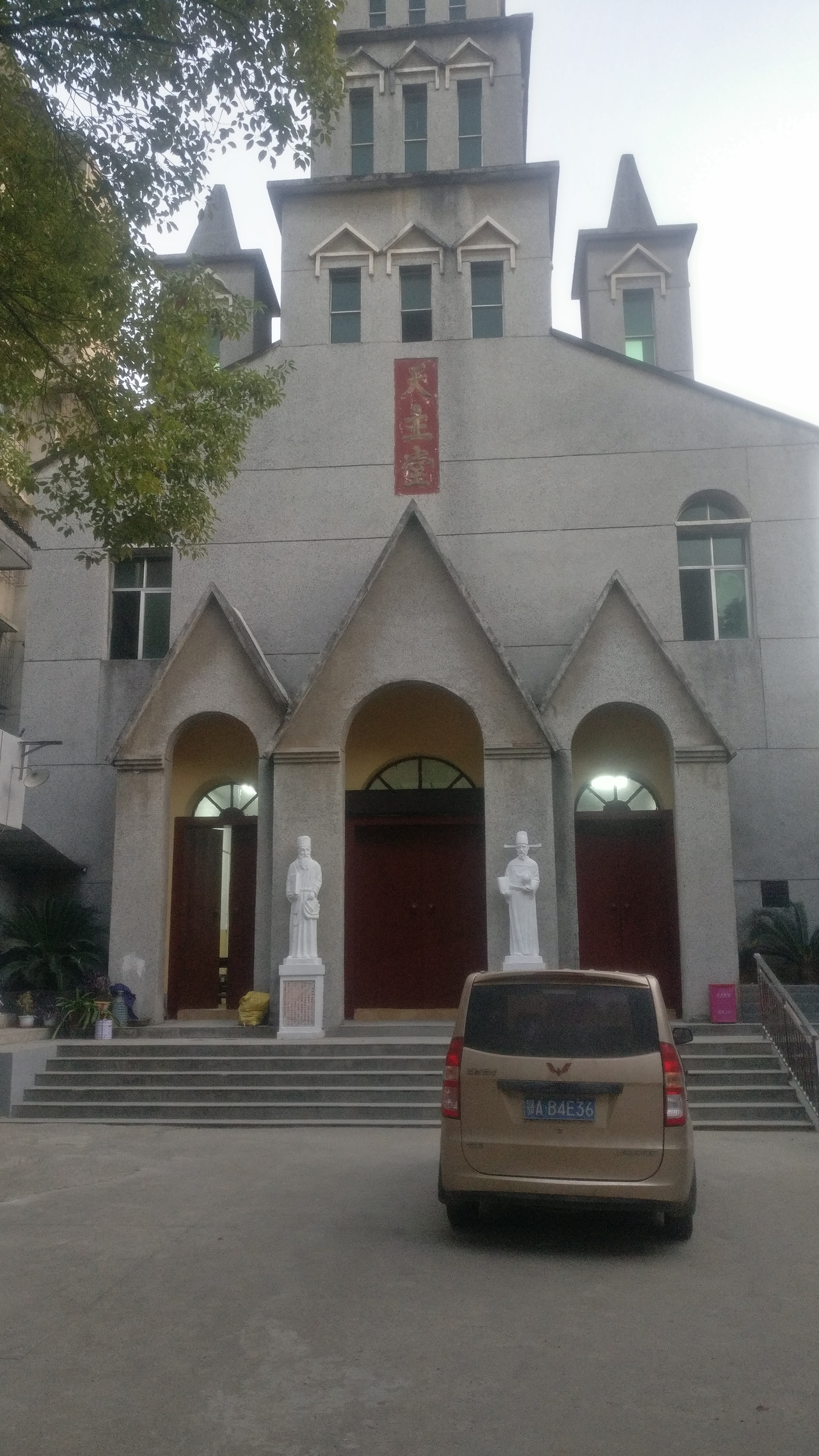
Iglesia católica en Chibi

La diócesis extiende su jurisdicción sobre los fieles católicos de rito latino residentes en parte sudoriental de la provincia de Hubei y comprende las ciudades prefecturas de Ezhou, Huanggang, Huangshi y Xianning.
La sede de la diócesis se encuentra en la ciudad de Chibi (llamada Puqi hasta el 11 de junio de 1998), en donde se halla la catedral.
En 1950 en la diócesis existían 5 parroquias.

## Historia
La prefectura apostólica de Puqi (Puchi) fue erigida el 12 de diciembre de 1923 con el breve Quo christiani del papa Pío XI, obteniendo el territorio del vicariato apostólico de Hupeh Oriental (hoy arquidiócesis de Hankou). Odorico Tc'eng estuvo entre los primeros seis obispos chinos ordenados por Pío XI en Roma el 28 de octubre de 1926.
El 10 de mayo de 1951 la prefectura apostólica fue elevada al rango de diócesis con la bula Qui universum del papa Pío XII.
El 25 de mayo de 1949 el Partido Comunista de China capturó Puqi, se impuso en la guerra civil y proclamó la República Popular China el 1 de octubre de 1949. El 4 de septiembre de 1951 China comunista expulsó al nuncio apostólico Antonio Riberi y la Santa Sede continuó reconociendo a la República de China en Taiwán como el legítimo gobierno chino. Todos los misioneros extranjeros fueron expulsados de China comunista en 1952.
La Asociación Patriótica Católica China fue creada con el apoyo de la Oficina de Asuntos Religiosos de la República Popular de China en 1957, con el objetivo de controlar las actividades de los católicos en China. Su nombre público es Iglesia católica china y es referida como la "Iglesia oficial" en contraposición a la "Iglesia subterránea" o "Iglesia clandestina" leal a la Santa Sede.
En el período de 1966 a 1976 la Revolución Cultural se ensañó especialmente contra la religión, destruyéndose numerosas iglesias y cesaron todas las actividades religiosas en la diócesis. La diócesis reasumió sus actividades en la década de 1980.
La diócesis permaneció sin obispos durante mucho tiempo. En 1990 un sacerdote fue puesto a cargo de la pequeña comunidad católica, reducida a 20 personas y en 1991 se consagró una iglesia en la ciudad de Puqi.
La Asociación Patriótica Católica China la fusionó en 2000 con la diócesis patriótica de Qichun (fue la diócesis de Qizhou hasta año desconocido), manteniendo el nombre de diócesis de Puqi, sin asentimiento de la Santa Sede.
El 22 de septiembre de 2018 se firmó en Pekín el Acuerdo provisional entre la Santa Sede y la República Popular de China sobre el nombramiento de los obispos. El 22 de octubre de 2020 el acuerdo fue prorrogado por otros dos años y en octubre de 2022 por otros dos años más. La oficialización de Jin Yangke como obispo de Ningbo (en el marco del acuerdo de 2018 entre China y la Santa Sede) llegó el 18 de agosto de 2020.
Debido a la situación particular de la Iglesia católica en China, la Santa Sede no nombra obispos para las diócesis chinas, que son sedes oficialmente vacantes incluso en presencia de obispos reconocidos por Roma.

## Estadísticas
Según el Anuario Pontificio 1951 la diócesis tenía a fines de 1950 un total de 5413 fieles bautizados.
| Año                                                                             | Población            | Población | Población      | Sacerdotes | Sacerdotes    | Sacerdotes    | Bautizados por sacerdote | Diáconos permanentes | Religiosos | Religiosos | Parroquias |
| Año                                                                             | Bautizados católicos | Total     | % de católicos | Total      | Clero secular | Clero regular | Bautizados por sacerdote | Diáconos permanentes | Varones    | Mujeres    | Parroquias |
| ------------------------------------------------------------------------------- | -------------------- | --------- | -------------- | ---------- | ------------- | ------------- | ------------------------ | -------------------- | ---------- | ---------- | ---------- |
| 1950                                                                            | 5413                 | 765 000   | 0.7            | 12         | 12            |               | 451                      |                      |            | 12         | 5          |
| Fuente: Catholic-Hierarchy, que a su vez toma los datos del Anuario Pontificio. |                      |           |                |            |               |               |                          |                      |            |            |            |

## Episcopologio
- Odorico Tc'eng (Cheng He-de), O.F.M. † (21 de marzo de 1924-13 de noviembre de 1928 falleció)
- Giuseppe Marie Chang (Zhang Jing-xiu) † (16 de abril de 1929-20 de abril de 1941 falleció)
  - Sede vacante (1941-1947)
- John Siao † (1947-1949 renunció)
- Joseph Li Tao-nan (Li Dao-nan) † (23 de febrero de 1949-1973 falleció)
  - Sede vacante
  - Anthony Tu Shihua, O.F.M. † (1959-4 de enero de 2017 falleció) (obispo oficial)[nota 1]
  - Petrus Zhang Boren (Chang Bai Ren) † (1984-13 de octubre de 2005 falleció) (obispo clandestino)